# Мері Чейні
Ме́рі Клер Че́йні (англ. Mary Claire Cheney; нар. 14 березня 1969, Медісон, Вісконсин) — американська ЛГБТ-активістка і письменниця.

## Біографія
Мері Клер Чейні народилася 14 березня 1969 року у Медісоні (штат Вісконсин, США) в родині політиків Діка Чейні і Лінн Чейні (до шлюбу Вінсент; обидва нар. у 1941), які одружені з 29 серпня 1964 року. У Мері є старша сестра — юристка Елізабет Чейні (нар. 1966).
У 1987 році Чейні закінчила «McLean High School», що у Макліні (штат Вірджинія), у 1991 році «Colorado College» у Колорадо-Спрінгзі (штат Колорадо) і у 2002 році — Денверський університет у Денвері (штат Колорадо), здобувши ступінь у галузі бізнесу.

## Кар'єра
Мері Чейні — ЛГБТ-активістка.
У 2006 році Чейні написала мемуари «Now It's My Turn».

## Особисте життя
Чейні — відкрита лесбійка.
З 22 червня 2012 року Чейні одружена з Хезер По (нар. 1961), з якою вона зустрічалася 20 років до їхнього весілля. Подружжя має двох дітей — сина Самюеля Девіда Чейні (нар. 23.05.2007) і дочку Сару Лінн Чейні (нар. 18.11.2009).